# 杜河 (罗讷河支流)
杜河（法語：Doux，法語發音：[du] ⓘ）是法国奥弗涅-罗讷-阿尔卑斯大区阿尔代什省与上卢瓦尔省的河流，是罗讷河的右支流，长69.8千米，发源自圣博内勒弗鲁瓦，于罗讷河畔图尔农流入罗讷河。